# 1140
| 1140               |
| ------------------ |
| Dødsfald - Fødsler |
|                    |

| Gregoriansk kalender | 1140 MCXL               |
| Ab urbe condita      | 1893                    |
| Armensk kalender     | 589 ԹՎ ՇՁԹ              |
| Kinesiske kalender   | 3836 – 3837 己未 – 庚申 |
| Etiopisk kalender    | 1132 – 1133             |
| Jødisk kalender      | 4900 – 4901             |
| Hindukalendere       |                         |
| - Vikram Samvat      | 1195 – 1196             |
| - Shaka Samvat       | 1062 – 1063             |
| - Kali Yuga          | 4241 – 4242             |
| Iransk kalender      | 518 – 519               |
| Islamisk kalender    | 534 – 535               |

Konge i Danmark: Erik 3. Lam 1137-1146
Se også 1140 (tal)

## Født
- Sofia af Minsk – dansk dronning (årstal usikkert).